# 哈达乃浩来
哈达乃浩来是一个位于中国内蒙古自治区呼伦贝尔盟的湖泊，面积约为174.31平方千米，属于蒙新高原区。它的一级流域为黑龙江流域，二级流域为额尔古纳河水系。